# Odličje sv. Cirila in Metoda
Odličje sv. Cirila in Metoda je odlikovanje, ki ga podeljuje Slovenska škofovska konferenca za zvesto služenje Cerkvi na Slovenskem. Velja za najvišje Cerkveno odlikovanje v Sloveniji.
Člani Slovenske pokrajinske škofovske konference (SPŠK) so 18. junija 1985 sprejeli sklep o Cerkvenem odlikovanju za zvesto služenje Cerkvi na Slovenskem. Podeljuje se osebam ali ustanovam, odlikovanec pa ima pravico, da eden od slovenskih škofov zanj opravi pogrebno sv. mašo po krajevni navadi in vodi pogrebne obrede, če svojci pravočasno obvestijo škofa, v čigar škofiji bo pokop.
Odlikovanje je sestavljeno iz okrogle bronaste plakete z reliefno podobo sv. Cirila in Metoda in diplome.

## Seznam prejemnikov
- 1985 - Stiška opatija
- 1985 - dr. Janez Oražem, ravnatelj ljubljanskega bogoslovja in profesor na Teološki fakulteti
- 1985 - Papeški slovenski zavod Slovenik v Rimu
- 1986 - dr. Anton Trstenjak, profesor na Teološki fakulteti in akademik
- 1988 - Jožef Kregar, arhitekt
- 1988 - Hubert Patzelt, podpornik stiškega samostana
- 1989 - Jožef Požauko, gradbeni tehnik
- 1990 - msgr. Lojze Kozar, pisatelj in župnik v Odrancih
- 1990 - Hinko Podkrižnik, restavrator, kipar in pozlatar
- 1991 - dr. Primož Ramovš, skladatelj in akademik
- 1991 - dr. Marijan Zadnikar, umetnostni zgodovinar
- 1992 - dr. Julij Savelli, zborovodja v Buenos Airesu, Argentina
- 1992 - Mohorjeva družba Celje
- 1994 - msgr. Franc Bole, urednik mesečnika Ognjišče in direktor Slovenske Karitas
- 1994 - p. Mihael Žužek SJ, družinska pastorala
- 1995 - Vili Rogelj, zborovodja v Belgiji
- 1995 - Andrej Šter, voditelj in koordinator Vlade RS za organizacijo obiska papeža Janeza Pavla II. leta 1996
- 1998 - Janez Zagorc, graditelj Slovenskega verskega središča v Adelajdi
- 1999 - Chiara Lubich, ustanoviteljica Marijinega dela
- 2000 - msgr. Jože Trošt, skladatelj, zborovodja in vzgojitelj, ravnatelj Orglarske šole ter profesor na Teološki fakulteti
- 2001 - Anton Jenko, orglarski mojster
- 2001 - Marijan Rebernik, knjižničar na Papeški univerzi Gregoriana
- 2001 - Jože Kopeinig, voditelj Doma duhovnih vaj (Katoliški dom prosvete) v Tinjah in predsednik Mohorjeve družbe v Celovcu
- 2001 - Frančiškovi bratje (frančiškani) v Avstraliji
- 2001 - don Pierino Gelmini, ustanovitelj skupnosti Srečanje
- 2001 - Stane Jarem, akademski kipar
- 2001 - msgr. Maksimilijan Jezernik, prvi rektor Papeškega slovenskega zavoda Slovenik
- 2002 - Družba sv. Uršule (uršulinke), vzgojno-izobraževalno in katehetsko-pastoralno poslanstvo
- 2002 - Katoliški tednik Družina
- 2002 - s. dr. Mirjam Praprotnik HKL, misijonarka v Albaniji in na Kosovu
- 2002 - Franc Kralj, prelat, profesor, Malo semenišče v Vipavi in Škofijska gimnazija v Vipavi
- 2003 - Jože Mlakar, profesor, Škofijska klasična gimnazija v Šentvidu nad Ljubljano
- 2005 - Brane Košir, Škofijska orglarska delavnica Maribor
- 2005 - p. Vital Vider SJ, ustanovitelj gibanja Najina pot
- 2006 - dr. Štefan Falež, prvi veleposlanik Republike Slovenije pri Svetem sedežu
- 2007 - dr. Edi Gobec, Slovensko raziskovalno središče v Ameriki
- 2007 - Angela Tomanič, organistka, zborovodkinja in profesorica
- 2007 - s. Karmen Ocepek OSU, Skupnost slovenskih katehistinj in katehistov
- 2007 - Janez Krajnc, organist in skladatelj
- 2007 - Jože Maček, akademik
- 2008 - Pedro Opeka, misijonar
- 2010 - dr. Rafko Valenčič, urednik zbirke Cerkveni dokumenti
- 2010 - dr. Marjan Smolik, liturgik in bibliotekar
- 2010 - Miha Legan, restavrator in rezbar
- 2010 - Anton Homar, ekonom Zavoda sv. Stanislava
- 2011 - dr. Ivan Rebernik, za izredne zasluge na področju diplomatske, vzgojne in bibliotekarske dejavnosti
- 2011 - Don Boskovi salezijanci za projekt Oratorij
- 2014 - Alojz Rebula, pisatelj, esejist in prevajalec
- 2014 - Silvester Čuk, soustanovitelj in urednik revije Ognjišče
- 2015 - Slovenska katoliška misija v Münchnu ob 70. letnici delovanja
- 2015 - Alfred in Jeni Brežnik, zakonca, dobrotnika in podpornika slovenske katoliške skupnosti v Avstraliji
- 2015 - Dušan in Saša Lajovic, zakonca, dobrotnika in podpornika slovenske katoliške skupnosti v Avstraliji
- 2015 - Slovenska Karitas ob 25. obletnici delovanja
- 2017 - p. dr. Anton Nadrah OCist, nekadnji stiški opat, teolog, kulturni delavec
- 2017 - dr. Stane Granda, zgodovinar, publicist in profesor
- 2017 - Tomaž Tozon, cerkveni zborovodja
- 2017 - Gregor Pavlič, profesor, pedagog in pastoralni delavec
- 2019 - Kongregacija šolskih sester sv. Frančiška Kristusa Kralja, redovna skupnost
- 2019 - Dani in Vilma Siter, zakonca
- 2020 - Marjeta in Metodij Rigler, ob 20. obletnici Društva prijateljev sv. Jakoba v Sloveniji
- 2021 - Mirsad Begić, akademski kipar, za zvesto služenje Cerkvi med Slovenci
- 2021 - Matija Suhadolc, arhitekt, za njegovo delo na področju izgradnje in obnove sakralne kulturne dediščine
- 2022 - Janez Zajec, zdravnik, ob 80. obletnici življenja in 30. obletnici delovanja Bolniške župnije za zvesto služenje Cerkvi med Slovenci
- 2022 - Družba Marijinih sester čudodelne svetinje, za materinsko skrb za 50 let službovanja v Papeškem slovenskem zavodu Slovenik
- 2022 - Lojze Peterle, politik, pisatelj in publicist, ob 30. obletnici vzpostavitve diplomatskih odnosov med Republiko Slovenijo in Svetim sedežem za zvesto služenje Cerkvi med Slovenci
- 2022 - dr. Jože Krašovec, biblicist, profesor in akademik, ob izidu katoliškega prevoda Svetega pisma po jeruzalemski predlogi v enotni knjigi za njegovo zvesto služenje Cerkvi med Slovenci
- 2023 - Jožica Marija Ličen (roj. Vrčon) iz Karitas za zvesto služenje Cerkvi med Slovenci
- 2024 - slikar Alojzij Čemažar (iz obrazložitve: "S svojim delom pokazal je predanost slovenskemu narodu in krajevni Cerkvi ter sodobno umetniško govorico uspešno vključil v bogoslužni prostor")[2]